# Éléonore Hirt
Éléonore Hirt (Bazel, 19 december 1919 - Parijs, 27 januari 2017) was een Franse actrice die vooral op de planken te zien was. 

## Werk
De filmcarrière van Hirt oogt bescheiden. Ze nam voornamelijk bijrollen voor haar rekening. Voor de televisie werkte ze regelmatiger. Ze is vooral heel lang actief geweest in de theaterwereld. In haar curriculum komen namen voor van zowel moderne auteurs zoals Ionesco, Beckett, Pirandello, Camus, Peter Ustinov, Pierre Bourgeade en Thomas Bernhard als van klassieke auteurs zoals Euripides, Shakespeare, Molière, Strindberg en Marivaux. Ze werkte samen met gereputeerde regisseurs zoals Jean-Louis Barrault, Charles Dullin en Roger Blin. Later regisseerden onder meer Jean-Marie Serreau en Jean-Baptiste Sastre haar talent.

## Privéleven
In de jaren vijftig was ze gehuwd met Michel Piccoli met wie ze een dochter kreeg. Later huwde ze opnieuw, met acteur André Rouyer. Ze bleef met hem gehuwd tot zijn overlijden in 1994.
Hirt overleed op 27 junuari 2017 en werd 97 jaar oud.

## Filmografie (selectie)
- 1961 - Vie privée (Louis Malle)
- 1965 - What's New, Pussycat ? (Clive Donner)
- 1967 - The Night of the Generals (Anatole Litvak)
- 1967 - Jeu de massacre (Alain Jessua)
- 1970 - La Horse (Pierre Granier-Deferre)
- 1971 - Time For Loving (Christopher Miles)
- 1976 - Seven Nights in Japan (Lewis Gilbert)
- 1978 - Préparez vos mouchoirs (Bertrand Blier)
- 1982 - La Nuit de Varennes (Ettore Scola)
- 1983 - Les Princes (Tony Gatlif)
- 1987 - Fucking Fernand (Gérard Mordillat)
- 1990 - À la vitesse d'un cheval au galop (Fabien Onteniente)
- 1996 - Un amour de sorcière (René Manzor)
- 2009 - Mères et filles (Julie Lopes Curval)

- Biblioteca Nacional de España: XX5815121
- Bibliothèque nationale de France: cb140719733 (data)
- Gemeinsame Normdatei: 1048086445
- Historisch woordenboek van Zwitserland: 009184
- International Standard Name Identifier: 0000 0001 2279 9042
- Library of Congress Control Number: n84039626
- Nationale Bibliotheek van Polen: a0000003535277
- Système universitaire de documentation: 069833354
- Theaterlexikon der Schweiz: Éléonore_Hirt
- Virtual International Authority File: 51895004
- WorldCat: E39PBJf8t4tBcgpc8RyQd68Hmd